# DigitalEurope
DIGITALEUROPE — європейська організація, яка представляє галузь цифрових технологій, членами якої є 98 великих технологічних компаній і 41 національна торгова асоціація. Організація прагне забезпечити участь промисловості в розробці та впровадженні політики ЄС і має кілька робочих груп, які зосереджуються на різних аспектах політики — навколишньому середовищі, торгівлі, технічній і регуляторній сфері та цифровій економіці Розташована в Брюсселі, Бельгія, DIGITALEUROPE представляє понад 10 000 компаній із загальним річним доходом понад 3 трильйони євро.

## Історія
DIGITALEUROPE була створена в 1999 році як Європейська асоціація індустрії інформаційно-комунікаційних технологій шляхом консолідації двох колишніх європейських організацій ECTEL і EUROBIT, які представляли інформаційні та телекомунікаційні галузі. Асоціація розширила сферу діяльності, включивши в неї галузь побутової електроніки; 1 жовтня 2001 року вона об'єдналася з Європейською асоціацією виробників побутової електроніки EACEM. Об'єднання змінило назву на Європейську асоціацію промисловості інформаційних, комунікаційних та побутових електронних технологій.
12 березня 2009 року EICTA змінила бренд на DIGITALEUROPE, щоб стати впізнаванішою та показати важливість сектору побутової електроніки в Європі та затвердила гасло «Будуємо цифрову Європу».

## Компанії учасниці
- Airbus
- AMD
- Amazon
- Apple
- Arçelik
- Bidao
- Bosch
- Bose
- Bristol-Myers Squibb
- Brother
- Canon
- Cisco
- Datev
- Dell
- Dropbox
- Epson
- Ericsson
- ESET
- Facebook
- Fujitsu
- Google
- HP
- Hitachi
- HP
- HSBC
- Huawei
- Intel
- Johnson & Johnson
- JVCKenwood
- Konica Minolta
- Kyocera
- Lenovo
- Lexmark
- LG Electronics
- Loewe
- Microsoft
- Mastercard
- Metro
- MSD
- Mitsubishi Electric Europe
- Motorola Solutions
- NEC
- Nokia
- Nvidia
- Océ
- OKI
- Oracle
- Palo Alto
- Panasonic Europe
- Philips
- Pioneer
- Qualcomm
- Ricoh
- Rockwell Automation
- Samsung
- SAP
- SAS
- Schneider Electric
- Sharp
- Siemens
- Siemens Healthineers
- Sony
- Swatch Group
- Tata Consultancy Services
- Technicolor
- Texas Instruments
- Toshiba
- TP Vision
- Visa
- VMWare
- Xerox.[11]

## Національні торгові асоціації
| - Австрія: Internet Offensive Österreich - Білорусь: INFOPARK - Бельгія: AGORIA - Болгарія: BAIT - Хорватія: Croatian Chamber of Economy - Кіпр: CITEA - Данія: DI Digital, IT-BRANCHEN - Естонія: ITL - Фінляндія: FFTI - Франція: Tech in France, AFNUM, Force Numérique - Німеччина: BITKOM, ZVEI - Греція: SEPE - Угорщина: IVSZ - Ірландія: ICT IRELAND - Італія: ANITEC-ASSINFORM | - Литва: INFOBALT - Люксембург: APSI - Норвегія: Abelia - Нідерланди: Nederlands ICT, FIAR - Польща: KIGEIT, PIIT, ZIPSEE - Португалія: AGEFE - Румунія: APDETIC, ANIS - Словаччина: ITAS - Словенія: GZS - Іспанія: AMETIC - Швеція: Föreningen Teknikföretagen i Sverige, IT&Telekomföretagen - Швейцарія: SWICO - Туреччина: Digital Turkey Platform, ECID - Україна: IT UKRAINE - Великобританія: TechUK |

## Цифровий порядок денний[12]
В очікуванні публікації Цифрового порядку денного для Європи Нели Крус. DigitalEurope у травні 2010 року видала  статтю про цифрове майбутнє Європи під назвою «Трансформаційна програма для цифрової ери DigitalEurope's Vision 2020».

## Зовнішні посилання
- Офіційний сайт
- Завантажити DigitalEurope Corporate, буклет_Our Work - June 2016